# Чжэцзян-Цзянсийская операция
Чжэцзян-Цзянсийская операция или Операция «Сэнкан» — военная операция японских войск, проведённая в мае — июле 1942 года во время японо-китайской войны (1937—1945) в провинциях Чжэцзян и Цзянси с задачей очистить от китайских войск железную дорогу Ханчжоу — Наньчан и захватить аэродромы, используемые США на территории провинций Фуцзянь, Цзянси и Чжэцзян.

## План операции
После бомбардировки 18 апреля 1942 года американской авиацией Токио японская Ставка дала указание командующему японскими экспедиционными войсками в Китае провести наступательную операцию вдоль Ханчжоу-Наньчанской железной дороги, чтобы ликвидировать аэродромы американо-китайской авиации в Северо-Восточной Цзянси и снять угрозу воздушного нападения на города Японии. Командующий японской экспедиционной армией в Китае на основе директивы Ставки отдал приказ командующим 11-й и 13-й армиями подготовить операцию, получившую кодовое название «Сэнкан». Цель операции — очистить от противника железную дорогу Ханчжоу — Наньчан, а затем наступать на Чаншу и захватить аэродромы, используемые США на территории провинций Фуцзянь, Цзянси и Чжэцзян.
После успешного завершения Чжэцзян-Цзянсийской операции планировалось сосредоточение всех сил 11, 13 и 23-й армий для организации летней наступательной операции на Чаншу и далее на юг — на Кантон. Таким образом, Чжэцзян-Цзянсийская операция в случае ее успеха должна была обеспечить осуществление более крупной наступательной операции во взаимодействии с войсками 23-й армии в Южном Китае с целью овладеть железнодорожной магистралью Пекин — Кантон на всем ее протяжении. Эта вторая операция приобретала особенно большое значение в условиях, когда Япония постепенно теряла господство на морских коммуникациях.
В середине апреля 1942 года японское командование закончило сосредоточение войск 15, 17, 22 и 116-й дивизий (около 70 тысяч солдат и офицеров) в районе Сяошань — Шаосин — Цаочжэнь — Фуян.

## Ход операции
31 апреля на рассвете началось наступление на трех направлениях вдоль Ханчжоу-Наньчанской железной дороги.
Правая группировка (12 тысяч солдат и офицеров, усиленных инженерно-саперным полком, горно-артиллерийским полком и двумя автотранспортными батальонами) из района Фуяна продвигалась на Тунлю — Цзяньдэ — Шоучан, преодолевая горный хребет Луншань с задачей к 15 мая выйти на железнодорожную станцию Луньи и прикрыть правый фланг центральной группировки (около 40 тыс. солдат и офицеров), наступавшей из района Сяошань — Шаосин на Ланьци — Цзиньхуа, где, по данным японской разведки, находился аэродром американской авиации, охраняемый двумя бригадами гоминьдановских войск. Третья группировка японских войск (около 18 тыс. солдат и офицеров), наступавшая из района Цаочжэнь, южнее железной дороги Ханчжоу — Наньчан, должна была прикрыть левый фланг центральной группировки.
Китайские войска на этом направлении не имели четкого плана обороны, которая носила очаговый характер. Уже после того как гоминьдановскому командованию стало известно, что передовые отряды японских войск преодолели перевал хребта Луншань, из Ланьци была отправлена в пешем строю бригада 164-й дивизии с задачей «задержать правую группировку противника». Подразделения бригады продвигались медленно, и, когда стало известно, что 15 мая передовые части японской правой группировки заняли Шоучан, китайские части повернули обратно и приняли участие в боях за Ланьци — Цзиньхуа. Но 28 мая и эти важные населенные пункты были заняты противником. При этом китайские 9-я и 88-я армии, оборонявшие Цзиньхуа, потеряли до 60 процентов состава и перешли к партизанским действиям. 1 июня наступавшие с запада на восток передовые отряды японской 11-й армии встретились в районе Хэнфэна с передовыми отрядами 13-й армии, наступавшими с востока на запад.
3 июня китайские войска (26, 49 и 74-я армии), переброшенные к месту боевых действий из другого района, отошли в юго-западном направлении. 86-я армия, защищавшая Цючжоу, 6 июня прорвала блокаду. К середине июня почти вся дорога Ханчжоу — Наньчан была очищена от китайских войск. Для обеспечения и охраны коммуникаций, часто подвергавшихся нападениям со стороны партизан Новой 4-й армии и местного крестьянского ополчения, из состава правой группировки наступавших японских войск были выделены части, расположившиеся вдоль дороги Ханчжоу — Наньчан и в наиболее крупных населенных пунктах.
Китайское командование приняло решение нанести удар по японским войскам, обороняющим только что захваченный участок железной дороги Ханчжоу — Наньчан. Две группировки китайских войск (из состава 3-й военной зоны под командованием генерала Гу Чжутуна), одна из района Цяньшань — Чунбань — Цзици (южнее железной дороги), другая — из района Уюань — Дэцзин (севернее железной дороги), нанесли одновременный удар по слабой обороне противника, не ожидавшего контрнаступления, и 19 июля вернули город и железнодорожную станцию Шанжао. Затем участвовавшие в контрнаступлении китайские войска (более 100 тыс. солдат и офицеров) повернули в восточном направлении и освободили еще более 30 населенных пунктов.

## Результаты
Растянутые на огромном фронте японские войска оказались в крайне затруднительном положении. Однако дальнейшее наступление китайских войск было приостановлено в связи с начавшимися проливными дождями, трудностями подвоза пополнения и эвакуации раненых, а также в связи с недостатком оружия и боеприпасов. Завершив операции в провинции Чжэцзян, японские войска  
закрепились в районе Цзиньхуа. Однако по приказу верховного командования 19 августа обе армии (11-я и 13-я) начали отход и к концу месяца вернулись на исходные позиции: в Чжэцзяне — к линиям Синьдэн, Ланьси, Цзиньхуа, Дунъян и Чжи.
Когда в середине августа японские войска вышли из районов Чжэцзяна и Цзянси, они оставили за собой след опустошения. Японская армия разрушила Цючжоу и другие аэропорты, разобрала железные дороги и захватила военные материалы.  По китайским оценкам, число погибших среди гражданского населения составляет 250 000 человек. 
Однако, что касается общей ситуации, эта операция сдержала первоначальное намерение японского командования начать операцию в Хубэе и Хунани..